# Emil Block
Emil August Moritz Block (geboren 25. November 1884 in Leipzig; gestorben 19. März 1966 ebenda) war ein deutscher Maler.

## Leben
Emil Block absolvierte in Leipzig eine Malerlehre, besuchte die Städtische Gewerbeschule und ließ sich zum Dekorationsmaler ausbilden. Block arbeitete bis 1904 im Atelier des Kirchenmalers Richard Schultz und zwischen 1913 und 1945 im Atelier Richard Hesse. Er führte Wandmalereien für Restaurants und Kaffeehäuser aus, entwarf Glasfenster und führte Restaurierungsarbeiten der unterschiedlichsten Art aus. Autodidaktisch eignete er sich das Malen von Bildnissen, Figürlichem, Landschaften und Stillleben an. So arbeitete Block zunehmend auch als Öl- und Aquarellmaler und als Zeichner. Er malte Porträts, Landschaften, Stillleben und Tierbilder, auch allegorische und mythologische Szenen.

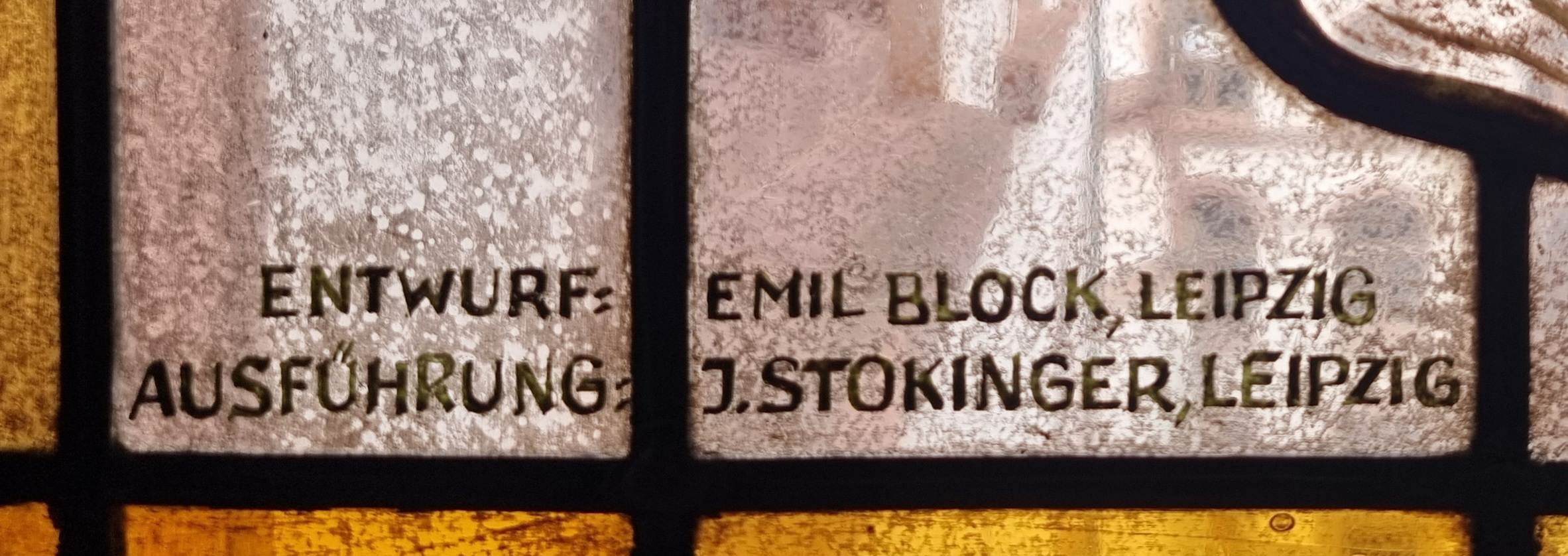
Signatur an einem von Block entworfenen und von J. Stokinger ausgeführten Bleiglasfenster in der oberen Wandelhalle des Leipziger Neuen Rathauses

Ab 1931 beteiligte sich Block an der „Großen Leipziger Kunstausstellung“, 1940 stellte er in einer Kollektivausstellung im Gohliser Schlösschen aus.
Als sein Hauptwerk gilt die erhaltene Ausgestaltung der Bethanienkirche in Leipzig-Schleußig. Für die 1931 bis 1933 vom Büro Zweck & Voigt erbaute Kirche entwarf er das farbige monumentale Bleiglasfenster „Der eintretende Christus“, das den Chorraum mit der Funktion eines Altarbildes abschließt. Das ursprünglich 1932 nach Blocks Entwurf von C. G. Müller ausgeführte Fenster wurde 1944 zerstört. Im April 1950 wurde es nach dem Originalkarton vom Leipziger Kunstglaser Rolf Reinecke neu angefertigt. Außerdem schuf Block die beiden auf Leder gemalten Bilder „Maria und Martha“ und „Auferweckung des Lazarus“ an der Stirnseite des Kirchenschiffes zu beiden Seiten des Chores. Die vom Werk des Schweizer Malers Ferdinand Hodler inspirierten Bilder wurden bewusst für die im Kirchenraum vorherrschende starke Untersicht entworfen. Sie beziehen sich als Teil einer Bethanien-Ikonografie auf das Glasgemälde des nach Bethanien kommenden Christus. Für die Sakristei der Bethanienkirche schuf Block die Bildnisse von Kurt Schröder (Pfarrer 1906–1937; Öl auf Leinwand, 104 × 80 cm) und Otto Flor (Pfarrer 1906–1929; Öl auf Leinwand, 103 × 74 cm).
Beim 1930–1933 erfolgten Umbau des Leipziger Gasthauses „Thüringer Hof“ und der damit verbundenen Erweiterung der ehemaligen Lutherstube zur Lutherhalle schuf Block die Vorlagen für ein großes Rundbogenfenster sowie acht kleinere Glasgemäldefenster. Diese Kunstverglasungen und das gesamte Gebäude fielen 1943 den Bomben des Zweiten Weltkriegs zum Opfer. Im 1993–1996 errichteten Nachfolgegebäude können heute die als Wandbilder gerahmten Vorlagen für diese Fenster besichtigt werden.
Block signierte seine Bilder fast ausschließlich mit den übereinandergestellten und verschlungenen Buchstaben „E B“.
Ab 1920 unterrichtete er an der Städtischen Gewerbeschule in der Fachabteilung Dekorative Malerei. Dort arbeitete er einen Lehrplan aus, nach dem bis 1946 unterrichtet wurde. Für Dekorationsmaler veröffentlichte Block 1922 Vorlageblätter in den Formen des Art déco. Von 1936 bis 1946 lehrte er Dekorative Malerei an der Kunstgewerbeschule Leipzig. Nach 1946 arbeitete er nur noch freischaffend.
1911 heiratete er Magdalena Gaudlitz (* 5. Mai 1887; † 20. Juni 1945), das Ehepaar hatte eine Tochter. Emil Block starb mit 81 Jahren und wurde am 24. März 1966 auf dem Friedhof Leipzig-Gohlis beigesetzt.

## Werke
- 1928: Wandmalereien im Café Corso am Leipziger Augustusplatz
- 1931: „Kreuzabnahme“ (Öl auf Leinwand)
- 1932: „Der eintretende Christus“ (Vorlage für ein farbiges Glasfenster)
- 1932: „Maria und Martha“ (in die Wand eingelassenes Tafelbild)
- 1932: „Auferweckung des Lazarus“ (in die Wand eingelassenes Tafelbild)
- 1933: „Luther auf dem Reichstag zu Worms“ und acht Städtebilder (Vorlagen für farbige Glasfenster im Thüringer Hof in Leipzig)
- 1934/35 Restaurierung der Innenräume des barocken Gohliser Schlösschens in Leipzig (Oberbauleitung: Otto Trautmann)
- 1937: Bildnis des Kurt Schröder
- 1937: Bildnis des Otto Flor
- 1940/41: „Heimatliche Elsteraue im Herbst“ (Öl auf Leinwand, 290 × 530 cm, im Treppenhaus des Naturkundemuseums Leipzig)
- 1941: „Mammutherde in eiszeitlicher Landschaft“ (Öl auf Leinwand, 335 × 550 cm, im Treppenhaus des Naturkundemuseums Leipzig)
- 1945: Gedächtnisbild „Kreuzigung“ (IN MEMORIAM MAGDALENA BLOCK MCMXLV)